# Hassi Ben Abdellah
Pour les articles homonymes, voir Hassi et Ben Abdellah.
Hassi Ben Abdellah est une commune de la wilaya de Ouargla en Algérie.